# Коли цвітуть троянди
«Коли цвітуть троянди» — радянський кольоровий драматичний художній фільм 1959 року, знятий на кіностудії «Узбекфільм».

## Сюжет
Старий буровий майстер Кадир вирощує біля свого будиночка-вагончика в Каракумах троянди. Він поливає ці троянди зі свого мізерного денного пайка води. На практику до Кадирова приїжджає юна студентка Ділбар, така ж ніжна, як і троянди, і Кадир по-батьківськи ніжно вчить її професії і життю…

## У ролях
- Сталіна Азаматова — Дільбар
- Обід Джалілов — Кадир
- Махмуд Тахірі — Гасан
- Батир Закіров — Батир
- Убайдулла Бурханов — Рустамов
- Рахім Пірмухамедов — кухар Ібрагім, «Мамаша»
- Хамза Умаров — Ісмаїл
- Рано Хамраєва — епізод
- Саїб Ходжаєв — епізод
- Микола Хлібко — епізод
- Кудрат Ходжаєв — епізод

## Знімальна група
- Режисер — Каміл Ярматов
- Сценарист — Каміл Файзулін
- Оператор — Граїр Гарибян
- Композитор — Сулейман Юдаков
- Художник — Варшам Єремян